# 4718 Araki
4718 Araki eller 1990 VP3 är en asteroid i huvudbältet som upptäcktes den 13 november 1990 av de båda japanska astronomerna Kazuro Watanabe och Tetsuya Fujii vid Kitami-observatoriet. Den är uppkallad efter Chikara Araki.
Asteroiden har en diameter på ungefär 5 kilometer.